# چیاخچین نووه
چیاخچین نووه (به لهستانی:  Ciachcin Nowy) یک روستا در لهستان است که در گمینا بیلسک واقع شده‌است. چیاخچین نووه ۲۸۰ نفر جمعیت دارد.